# 借粮湖
借粮湖是一个位于中国湖北省荆门市、潜江市的湖泊，面积约为46平方千米，平均水深约为1.5米，蓄水量约为1118万立方米。